# Aiguatèbia i Talau
Aiguatèbia i Talau (['aiɣwə'tɛβiə i tə'law], oficialment i en francès Ayguatébia-Talau) és una comuna nord-catalana de la comarca del Conflent. És al bell mig de les Garrotxes de Conflent.
La comuna està formada des del 1983 per les poblacions d'Aiguatèbia i de Talau. També hi havia hagut el poble de Toèvol i els antics pobles de Moncles i els Plans.

## Etimologia
L'etimologia de cadascun dels pobles d'aquesta comuna, Aiguatèbia, Moncles, els Plans, Talau i Toèvol està explicat a l'article corresponent.

## Geografia

### Localització i característiques generals del terme

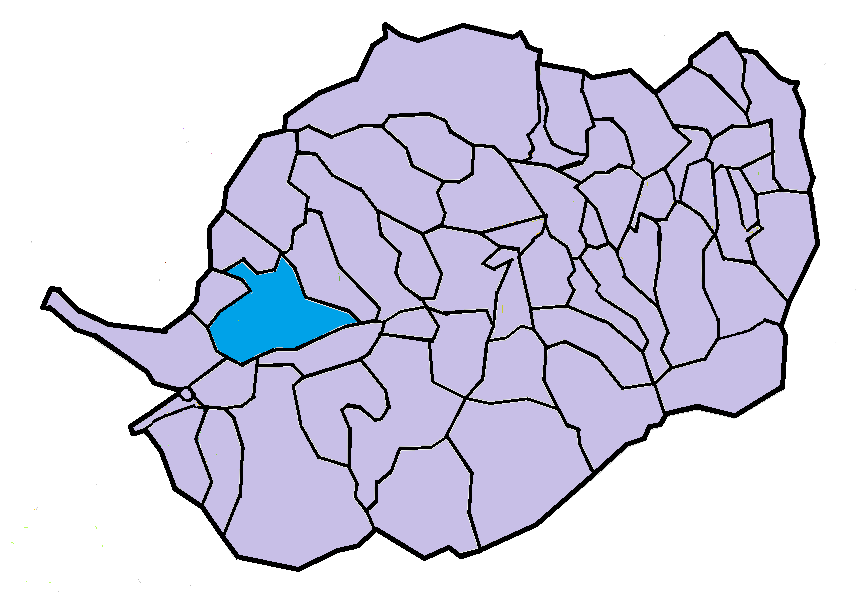
Situació de la comuna d'Aiguatèbia i Talau en el Conflent

El terme comunal d'Aiguatèbia i Talau, de 296.800 hectàrees d'extensió és situat a l'extrem nord-oest de la seva comarca, a la part alta de la vall de la Ribera de Cabrils, afluent indirecte de la Tet per l'esquerra. És quasi a l'extrem oest de la comarca, molt a prop del Capcir, però sense arribar-hi a tocar del tot.
Formen la comuna d'Aiguatèbia i Talau diverses unitats geogràfiques diferenciades, amb un punt en comú: totes elles són afluents, directament o indirecta, de la Ribera de Cabrils. El perfil del perímetre del terme comunal presenta dues protuberàncies cap al nord, com una mena de banyes. Al nord, mirant cap al nord-oest, formant la primera d'aquestes dues banyes, hi ha la vall mitjana del Rec de Caudiers, entre prop del poble de Caudiers de Conflent i prop, al sud-oest, del de Ralleu. És el territori de les Comes, format per dos afluents per l'esquerra del Rec de Caudiers, el Torrent de les Comes i el Còrrec de la Coma de Pasqual, de traçat quasi paral·lel. Aquesta vall està emmarcada al nord per unes carenes que van dels 1.500 als 2.000 m alt. Hi destaquen a l'extrem nord-oest el Roc de les Comes, de 2.010,8 m alt, i al nord, el Pic del Pas del Llop, de 1.877,4. Entre ells dos, més a prop del segon, hi ha la Collada del Carbó, de 1.851,4. Els límits laterals, davalla des del Roc de les Comes cap al Pic de la Socarrada, de m alt, i després davalla cap al fons de la vall a prop al nord-est del poble de Caudiers de Conflent, a 1.609,4 m alt. Pel costat oposat, nord-est, el límit d'aquesta vall és una carena que baixa del Pic del Pas del Llop, abans esmentat, de 1.877,4 m alt, passant per la Collada de Roca Troca, de m alt, i la Cova d'en Perers, fins a la llera del Rec de Caudiers, a 1.577,2 m alt, a prop al nord-oest del poble d'Aiguatèbia. Tanca el sector de les Comes del terme d'Aiguatèbia i Talau una carena de l'entorn dels 1.620 m alt, amb el Pic de l'Escarabat, de 1.614,6 m alt, com a punt mès elevat. Aquesta carena, que inclou la Serra dels Cabanats, separa les Comes de la resta del terme d'Aiguatèbia i Talau. És tal vegada un dels paratges més característics de les Garrotxes del Conflent.
Al sud de les Comes, que pertanyia a l'antic terme d'Aiguatèbia (sense Talau), s'estén la vall de la Ribera de Pujalts, en bona part paral·lela a la del Rec de Caudiers. Aquesta vall, ampla i gran, conté la major part del terme conjunt actual: bona part de l'antiga comuna d'Aiguatèbia i tota la de Talau. Seguint-ne el perímetre en el sentit contrari a les agulles del rellotge, des de la Serra o Serrat dels Cabanats, a 1.700 m alt, els límits de la vall, i del terme comunal, va cap al Puig de les Tres Corones, de 1.906,7 m alt, el Puig de la Socarrada d'en Felip, de 1.957,4, el Roc del Cim de la Coma de l'Egua, de 1.918,8, on acaba el termenal amb Caudiers de Conflent i comença el de la Llaguna, davallant pel Serrat de la Tallada cap al Pic de la Tallada, de 1.919,2, el Coll de la Llosa, de 1.860,2, i, ja al límit amb Sautó, el Coll de Brilles, de, el Pic de Figamà, de 2.029,8, després la Serra de les Saleres de Pedres Blanques, amb el Cim de les Saleres de Pedres Blanques, de 1.963,5, on acaba el termenal amb Sautó i comença el que separa Aiguatèbia i Talau de Canavelles. Després, el Planell de Jaguinta, de 1.958, la Serra de Clavera, de 1.995, des d'on comença a davallar pel límit meridional del Bosc Estatal de les Llançades fins al Puig de la Creu, de 1.553,8 m alt. Des d'aquest punt, el termenal comunal i de la vall no segueix cap límit natural fins al quadriterme d'Aiguatèbia i Talau amb Canavelles, Oleta i Èvol i Orellà, a la partida de Xapallet, on es dona el punt més baix del terme, a 768,3 m alt.
Pel costat de llevant, els límits del terme segueixen de primer una línia arbitrària més o menys paral·lela a la Ribera de Cabrils pel sud del riu, fins que arriben a aquest riu mateix, que segueixen ja sempre aigües amunt fins al triterme d'Aiguatèbia i Talau amb Orellà i Ralleu, a 1.126,5 m alt. Tancant el límit, ara nord, del terme, el límit del terme, i de la vall, puja per una carena en direcció sud i després oest, canviant diverses vegades de direcció, fins al Pic de l'Home, de 1.513,8 m alt, després cap al Coll de Joell, a 1.708,3, i el Pic de l'Escarabat, a 1.614,6, ja esmentat anteriorment.
Termes municipals limítrofs:
|                                   | Ralleu     |        |
| Caudiers de Conflent / La Llaguna |            | Orellà |
| Sautó                             | Canavelles |        |

### Aiguatèbia

#### El poble d'Aiguatèbia

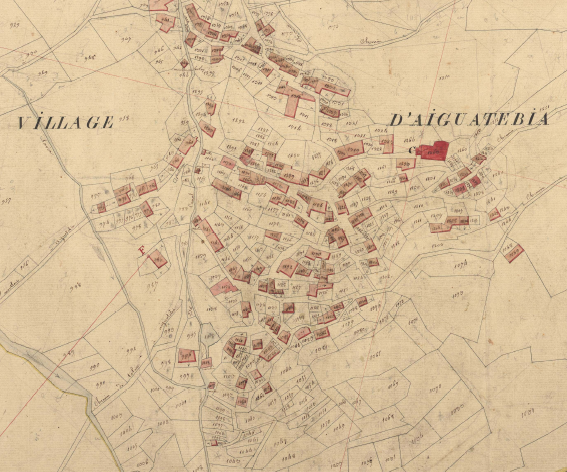
Aiguatèbia en el Cadastre napoleònic del 1812 (Arxius Departamentals dels Pirineus Orientals, ADPO)

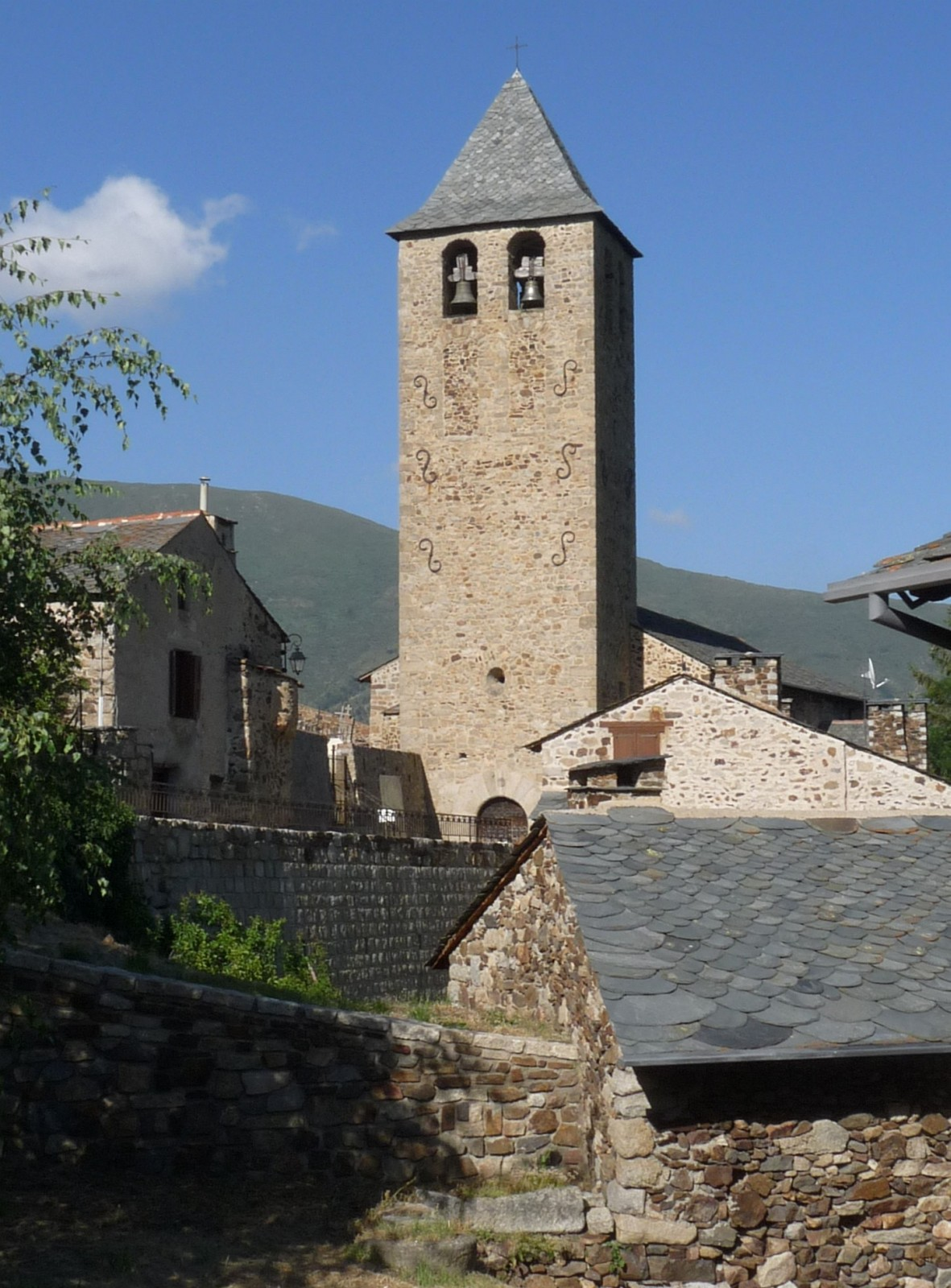
Sant Feliu i Sant Ermengol d'Aiguatèbia

El poble d'Aiguatèbia està situat a l'extrem nord-est del seu antic terme comunal, a l'esquerra de la Ribera de Pujalts, als peus del vessant meridional del Pic de l'Home.
No és un poble agrupat, es troba escalonat en un coster, amb l'església parroquial de Sant Feliu i Sant Ermengol, amb el cementiri al costat, a l'extrem nord-est del nucli de població, en una posició dominant sobre el poble.
La zona on es troba el poble d'Aiguatèbia és una de les més característiques de les Garrotxes de Conflent.
El poble i l'església de Sant Feliu (després de Sant Feliu i Sant Ermengol en honor del sant bisbe nascut al poble) és esmentat ja el segle xi.

### Talau

#### El poble de Talau

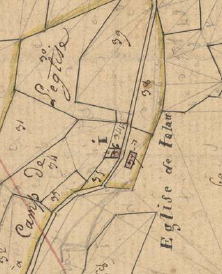
Talau en el Cadastre napoleònic del 1812 (ADPO)

Talau, el poble que fins al 1983 fou cap d'una comuna pròpia, està situat al nord-est del centre de la comuna, a prop del termenal amb Orellà.
És un poble molt petit (pràcticament només l'església parroquial de Sant Esteve) i dispers, el terme del qual tenia també els nuclis de població de Toèvol, Moncles, els Plans i Cabrils, el darrer ara reduït a un sol mas. El poble és aturonat damunt de la Ribera de Cabrils.

#### Toèvol

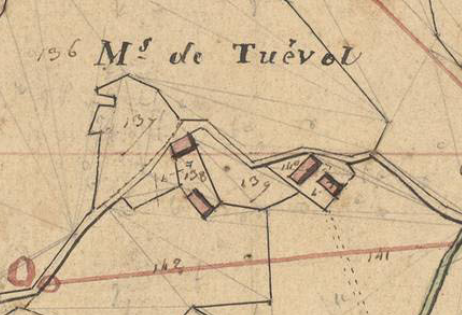
Toèvol en el Cadastre napoleònic del 1812 (ADPO)

L'antic poble de Toèvol, o Mas de la Baga, està situat a la zona sud-est del terme al qual pertany, en el vessant nord-est del Puig de la Creu, a ponent de Cabrils i al sud-est dels Plans.
Toèvol havia tingut l'església de Sant Adrià, actualment del tot desapareguda, i tan sosl recordada pel topònim el Camp de l'Església que hi ha al costat del lloc on era el poble.
El poble és esmentat des del segle ix (Tobecale, 864, Tovegale, 875). Prop de Toèvol hi hagué també el lloc de Serramitjana, desaparegut des de molt antic, però supervivent a través d'un mas d'aquest nom.

#### Moncles

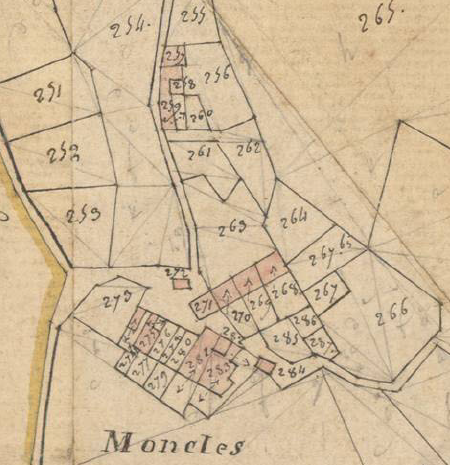
Moncles en el Cadastre napoleònic del 1812 (ADPO)

L'antic llogaret de Moncles està situat pràcticament en el centre de la comuna actual d'Aiguatèbia i Talau, a la zona occidental de l'antic terme de Talau, al qual pertanyia. Actualment és reduït a un sol edifici.
Moncles és enlairat en el vessant de la Serra de Clavera, mentre que dessota seu, a la Ribera de Pujalts, hi ha el Cortal de Moncles.

#### Els Plans

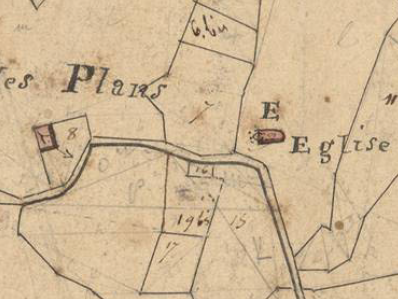
Els Plans en el Cadastre napoleònic del 1812 (ADPO)

Els Plans està situat al nord del centre de la comuna actual d'Aiguatèbia i Talau, a la zona nord-occidental de l'antic terme de Talau, al qual pertanyia.
Illo Plano és esmentat des del 870. Pertanyia, com tots aquests pobles, a la senyoria de la Vall del Feu, pertanyent al monestir de Sant Miquel de Cuixà.

#### Cabrils

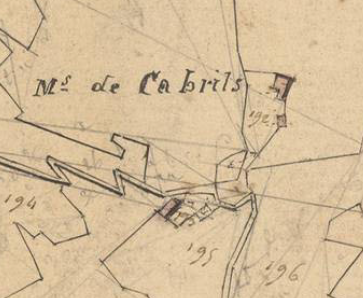
Cabrils en el Cadastre napoleònic del 1812 (ADPO)

Cabrils, abans Mas de Cabrils, és un petit veïnat situat a l'extrem de llevant del terme, en una mena d'apèndix que arriba molt a prop d'Oleta, es troba la Torre de Cabrils, o d'Oleta, o la Torratxa, al costat de la capella de Sant Gabriel de Cabrils. La llegenda diu que a Cabrils va néixer el papa Sant Lli, el primer després de Sant Pere.

### Fortificacions
En el terme d'Aiguatèbia i Talau hi ha restes de fortificacions al Pic de Figamà i al Puig de la Tossa. Són unes bateries defensives, preparades per a allotjar-hi canons d'artilleria, actualment molt desfetes.

### L'Arca de la Portella
L'Arca de la Portella és un dolmen situat al Coll de Portell, a prop i al sud-oest de Talau.

### Pistes d'esquí de la Llaguna
Les pistes d'esquí de la Llaguna tenen algunes instal·lacions dins del terme d'Aiguatèbia i Talau, al Coll de la Llosa.

### El Complex de tir militar del Pic de la Tossa
A llevant del Pic o Puig de la Tossa i al nord del Pic de Figamà hi ha un gran camp de tir militar.

### Els masos del terme
El d'Aiguatèbia i Talau és pràcticament l'únic terme de les Garrotxes de Conflent que té masos dispersos en el terme. Així, s'hi poden trobar Cal Romeu, o Mas del Romeu, el Mas del Balmat, el Mas del Felip, el Mas del Perota, o Mas Blanc, el Mas del Presat, el Mas del Sidó, el Mas o Molí de Trapa, que és un antic molí. A Aiguatèbia, a més, hi ha els molins d'en Bergerat, d'en Morer, d'en Ros i el Molí Draper d'en Tronyó. Són en ruïnes Cal Trellis, abans Mas del Pallat, el Mas del Guillat, o del Romeu, el Mas del Miquel, el Mas del Pau i Trapa Vell. De construccions destinades sobretot al pastoreig, n'hi ha unes quantes, també: la Barraca, la Barraca del Coll de la Llosa, la cabana de la Guitona, el Corral, el Corral de la Serra del Bac, el Corral del Castanyet, el del Majan, el de Moncles, el Cortal de Xapallet, el del Ballador, el del Miquelet, o d'en Rabat, dos d'anomenats Cortal del Prohom, el Cortal d'en Bonameson, el d'en Fèlix, el d'en Lloret, el d'en Morer, el d'en Sidó, el de Serramitjana, els Cortals del Bac i els del Solà de Cabrils. Són en ruïnes el Corral, el Corral de l'Abril, abans Cortals d'en Tronyó i d'en Botet, el del Cabaler, el del Gandalla, abans d'en Fondera, el del Mas i el del Puçot.
A més, en el terme hi ha dos oratoris, el del Camí Vell del Molí Nou, a l'extrem oriental del terme, i el del Camí de Caudiers i diversos ponts (Pont de la Molina, Pont de les Cues i Pont del Majan).

### Hidrònims

#### Cursos d'aigua
Al nord del terme hi ha un tram de la vall del Rec de Caudiers, dins del terme d'Aiguatèbia i Talau. En aquest tram, procedent del terme d'Aiguatèbia i Talau, hi ha el Torrent de les Comes i el Còrrec de la Coma de Pasqual. A la resta del terme el riu principal, que forma el límit oriental del terme, és la Ribera de Cabrils, de la qual només la riba dreta pertany a Aiguatèbia i Talau. La resta de cursos d'aigua del terme són afluents d'aquest riu, sempre per la dreta. El més rellevant és la Ribera de Pujalts, que recorre quasi tot el terme. A l'extrem sud-oest del terme hi ha el Rec del Coll de la Llosa, més al sud-est, el Rec de Brilles, o Còrrec de la Coma del Mig, més a llevant, el Torrent de Clavera, o Rec del Cortal del Moreu, amb el seu afluent, el Còrrec de l'Abrit, o del Cortal de l'Abrit. Tots aquests són els cursos d'aigua que formen la Ribera de Pujalts. A ran al sud-oest del poble d'Aiguatèbia aflueix en aquesta ribera per l'esquerra el Còrrec de les Artigues. Tots els altres afluents són de curt recorregut i menys rellevants.
D'altra banda, tot un seguit de cursos d'aigua aflueixen directament en la Ribera de Cabrils, per la dreta: Còrrec de Trapa, Torrent de Talau, amb el Torrent de la Font, el Torrent Gros, el Torrent Petit i el Torrent del Bosc Rodon a la capçalera, i el Torrent de Moncles, amb el Còrrec de les Deveses al capdavall, prop de la Ribera de Cabrils. Més endavant, riu avall, el Torrent de Barbot, amb els seus afluents Còrrec de Rostall, Còrrec de la Vedella, o de la Font de la Vedella, i Còrrec de la Mollera Llarga. Més a llevant, el Còrrec de la Vicença i, molt a prop, el Còrrec dels Feixes; tot seguit, el Còrrec de Toèvol i el Còrrec del Marrà, o del Puig d'en Vidal. Des d'aquest darrer, i la resta dels que venen a continuació, són cursos d'aigua que neixen en el terme de Canavelles i s'aboquen en la Ribera de Cabrils en el d'Aiguatèbia i Talau: Còrrec de Cabrils, Còrrec de les Clotades (anomenat Còrrec de Barlís a Canovelles), Còrrec de la Perdiu i Còrrec de la Font.

#### Canals d'irrigació
En aquest terme només hi ha el Rec d'Aiguatèbia, amb la seva Resclosa.

### Orònims
Les formes de relleu o espais geogràfics concrets es poden classificar en bagues, com el Bac, el Bac de Bordoll, el Bac de la Cometa, el Bac de la Pega, el Bac de la Roireda i el Bac de Moncles; boscs, com el Bosc de les Comes, el Bosc Comunal d'Aiguatèbia i Talau, el Bosc Estatal de Clavera, el Bosc Estatal de les Llançades, el Bosc del Jaçal i el Bosc Rodon; colls, com la Collada del Carbó, la Collada, o Coll de Portell, el Coll de Brilles, el Coll de Joell, el Coll de la Llosa i el Coll del Comall; comes, com la Coma, la Coma del Mig, la Coma de Pasqual, els Comalls, les Comes; costes, com les Costes; muntanyes, com el Pic de Figamà, el Pic de la Socarrada, el Pic de la Tallada, el Pic de l'Escarabat, el Pic o Puig de les Tres Corones, el Pic de l'Home, el Pic de l'Home, el Pic del Pas del Llop, el Pic de Clavera, el Puig de la Creu, el Puig de la Socarrada d'en Felip, el Puig de la Tossa, o la Tossa, o la Tossa d'en Maig, el Roc de les Comes; planes, com les Esplanelles, el Pla del Toll, el Planal de la Collada, el Planell de Jaguinta; roques destacades, com el Roc del Frare, el Roc de Portí, el Roc de Toèvol; serres i serrats, com la Serra de Clavera, la Serra del Bac, la Serra de les Esquerdes, la Serra dels Cabanats, el Serrat de la Cometa, el Serrat de la Tallada, el Serrat de Trapa, el Serrat del Feix, el Serrat dels Ocells, el Serrat Roig, o de l'Home; solanes, com el Solà, el Solà de Cabrils, el Solà de Llongaderes, el Solà d'en Garriga, i valls, com la Vall del Feu.

### El terme comunal
Les partides o indrets concrets del terme comunal són les Artigues, les Beçoses, els Cabanats, Cabanells, Cabrils, el Camp de la Vidala, el Camp de l'Església de Talau, el Camp de l'Església de Toèvol, els Campets, els Camps del Bosc, els Camps Grans, la Canaleta, Clavera, la Collada del Ballador, la Collada del Tort, la Collada, o Coll, de Portell, la Collada de Roca Troca, Coll de Brilles, Coll del Comall, Coll de les Saleres Blanques, Coll del Solà de Cabrils, el Corral de l'Abrit, els Cortals, el Cortal del Moreu, els Cotius, les Deveses, les Dolçaines, l'Eixut, l'Era del Roc, l'Era d'en Colomer, l'Espinassera (dos llocs diferents amb el mateix nom), el Fornàs, la Ginebrosa, la Jaça de Catllà, el Jaçal, la Jaceta, els Jornals, Juliacs, el Mas del Felip, el Mas del Pallat, el Mas dels Plns, el Mas d'en Serramitjana, el Mas de Toèvol, els Masos, la Mata, la Molera Llarga, abans Bosc Reial de la Mollera Llarga, les Molleres, els Nasbinals, el Peiró, el Pic de Figamà, el Pic de l'Escarabat, el Pic de l'Home (dos de diferents amb el mateix nom), el Pic del Pas del Llop, el Pinetar del Bessó, el Pont de la Molina, el Pont de les Cues, el Pont del Majan, les Prades, el Prat del Mas, els Pujalts, Puig de la Creu, Puig d'en Vidal, la Roca Negra, la Roireda, la Roqueta, la Roquetera, les Saleres Blanques (dues de diferents), les Salines de la Roireda, la Socarrada d'en Felip, la Torratxa, el Torrent, el Torrent de la Vicença, la Trapa, la Vila Alta i Xapallet.
Un bon nombre de topònims indiquen senyals termenals: el Cim de la Serra de Clavera, el Cim del Serrat de la Tallada, la Cova d'en Perers, la Creu de Figamà, la Creu de la Collada del Carbó, la Creu de la Collada de Portells, la Creu de la Jaça de Catllà, la Creu de la Roqueta, la Creu de la Serra del Bac, la Creu de la Serra de les Saleres de les Pedres Blanques de Figamà, la Creu del Clot dels Oratoris, la Creu del Fons de Jaguinta, la Creu del Fons de la Serra del Bac de la Cometa, la Creu del Fons del Planal de la Collada, la Creu del Pic de les Tres Corones, la Creu del Planal de la Cabanassa, la Creu del Planal de la Collada, la Creu del Puig de la Socarrada d'en Felip, la Creu del Serrat de la Tossa, la Creu d'en Corrieu, la Creu d'en Monet, la Creu d'en Roig (dues de diferents), la Creu d'en Sidó, les Creus d'en Gran, la Fita de la Cabanassa, la Pedra Plana, el Piló de Clavera, la Riba del Camp d'en Martí, la Riba d'en Larrieu, Roca Senyalada, Roc de l'Arbre, Roc del Camp d'en Gotanegra, Roc del Camp d'en Romeu, Roc del Cim de Coma de l'Egua, Roc del Cucut, Roc de les Costes, Roc de les Saleres de Pedres Blanques de Figamà, Roc del Pas del Llop, Roc del Puig de la Tossa, Roc del Puig d'en Vidal i la Serra de les Saleres de Pedres Blanques de Figamà.

## Transports i comunicacions
El terme comunal d'Aiguatèbia i Talau està tan mal comunicat com tots els altres pobles petits de la comarca, oimés, en aquest cas, pel fet de trobar-se al capdamunt d'una vall muntanyosa.

### Carreteres
Tres variants de la mateixa carretera travessen el terme d'Aiguatèbia i Talau. Es tracta de la D - 4c (D - 4, a Orellà - D - 118, a la Llaguna), la D - 4d (D - 4c, a Aiguatèbia i Talau - Talau) i la D - 4f (D - 4, a Ralleu - Caudiers de Conflent), que permet arribar fins al poble d'aquest nom. Són carreteres estretes i plenes de revolts.

### Transport públic col·lectiu
El poble d'Aiguatèbia només disposa del TAD (Transport à la demande), com tots els altres pobles petits del Conflent (com els altres nuclis de la comuna).

### Els camins del terme
En el terme d'Aiguatèbia i Talau hi ha camins interns del terme propi, com el Camí de la Muntanya, el de la Serra del Bac, el de les Voltes, el del Mas del Pau, el del Mas dels Plans, el dels Canons, o Ruta dels Canons de les Llançades, el de Moncles, o de Cabrils a Moncles, el Camí Vell del Molí Nou, el Camí Vell de Talau, la Pista Forestal de Clavera i la Ruta d'Oleta. Els camins que menen a pobles i termes veïns són el Camí de Canavelles, el de Caudiers, el de Caudiers a Montlluís, el de Llar, abans Camí de la Pega, el de Montlluís, el Camí Vell d'Oleta, la Ruta de Caudiers, la de Montlluís, la d'Oleta i la Travessa de Llar. Esment a part mereixen les carrerades, antics camins de transhumància, com la Carrerada, la Carrerada de la Llosa, la Carrerada del Corral del Puçot, la Carrerada de Clavera (dues de diferents), la Carrerada de la Coma de Pasqual i la Carrerada de les Comes.

## Activitats econòmiques
Les activitats econòmiques tradicionals d'Aiguatèbia i Talau eren l'explotació del bosc i el pastoreig, en un terme muntanyós, molt trencat, poc apte per a l'agricultura, tant de secà com d'horta. L'agricultura ocupa poc espai: una vintena d'hectàrees en dues explotacions a Aiguatèbia, on la major part es dedica a pastures, i quasi inexistent a Talau. La ramaderia és quasi del tot testimonial. Els boscos sí que continuen essent explotats, però a partir d'una empresa estatal, que en fa una extracció de fusta molt controlada i feta bàsicament des de fora. El despoblament patit per aquestes dues antigues comunes, a més, redueixen a quasi no res l'activitat econòmica actual del terme.

## Història

### Edat mitjana
L'antic terme de Talau correspon, aproximadament a la medieval Vall del Feu (Vall de Feudis, 1258), que es completava amb el lloc de Trapa, del terme d'Aiguatèbia, i els d'Ocenys i Turol, del d'Orellà. La senyoria de la vall corresponia al paborde major del monestir de Sant Miquel de Cuixà. El d'Aiguatèbia, en canvi, era propietat vescomtal, dins del si de la família dels Vescomtes de Conflent nasqué el futur bisbe i sant Ermengol. Aquesta família cedí a finals del segle xi l'usdefruit de la senyoria d'Aiguatèbia a la canònica de la catedral de Santa Maria de la Seu d'Urgell, que la continuaren exercint fins a la Fi de l'Antic Règim.

### Edat moderna
A les guerres de religió del segle xvi tota la vall fou saquejada pels hugonots procedents del Llenguadoc.

## Demografia
Es reflecteix aquí la demografia de la comuna d'Aiguatèbia i Talau des del moment de creació d'aquesta comuna conjunta, l'1 de gener del 1983. L'anterior és expressada en els articles respectius d'Aiguatèbia i de Talau.
| 1990 | 1999 | 2006 | 2007 | 2012 | 2015 |
| ---- | ---- | ---- | ---- | ---- | ---- |
| 45   | 46   | 45   | 45   | 44   | 43   |

Fonts: Ldh/EHESS/Cassini fins al 1999, després INSEE a partir deL 2004

### Evolució de la Població

Població 1962-2008

## Administració i política

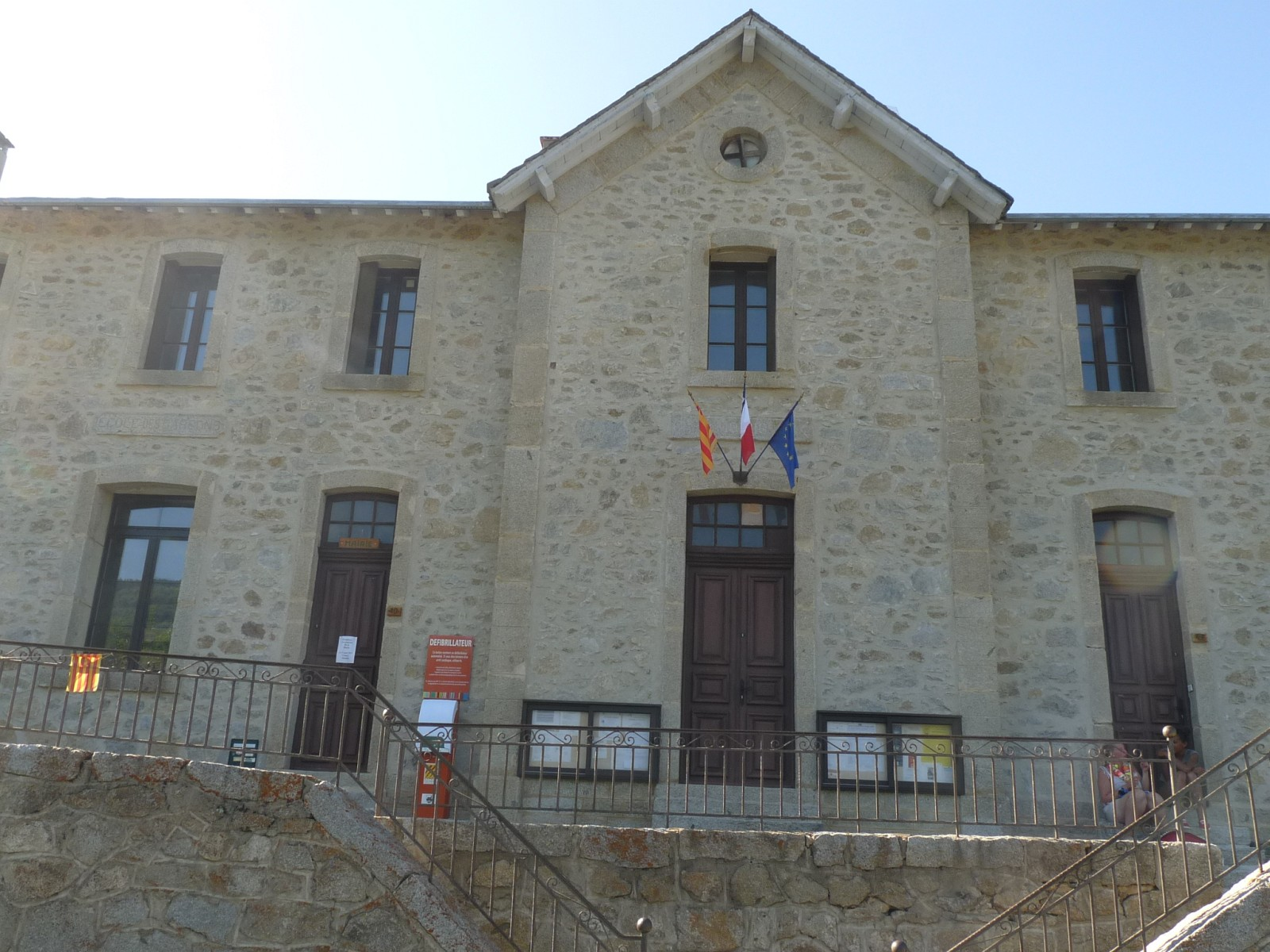
Casa del Comú d'Aiguatèbia i Talau

### Batlles
| Batlle            | Període     |
| ----------------- | ----------- |
| Lucien Mitjaville | 1983 - 2011 |
| Marc Rousset      | 2011 - 2012 |
| Lucien Mitjaville | 2012 - 2014 |
| Georges Vicens    | 2014 -      |

### Legislatura 2014 - 2020

#### Batlle
- Georges Vicens.

#### Adjunts al batlle[14]
- 1a: Thierry Oliva
- 2n: Francis Pagès.

#### Consellers municipals
- Pierre Minda
- Jacques Mitjaville
- Raphaël Raaymakers
- Sylvie Torras.

### Adscripció cantonal

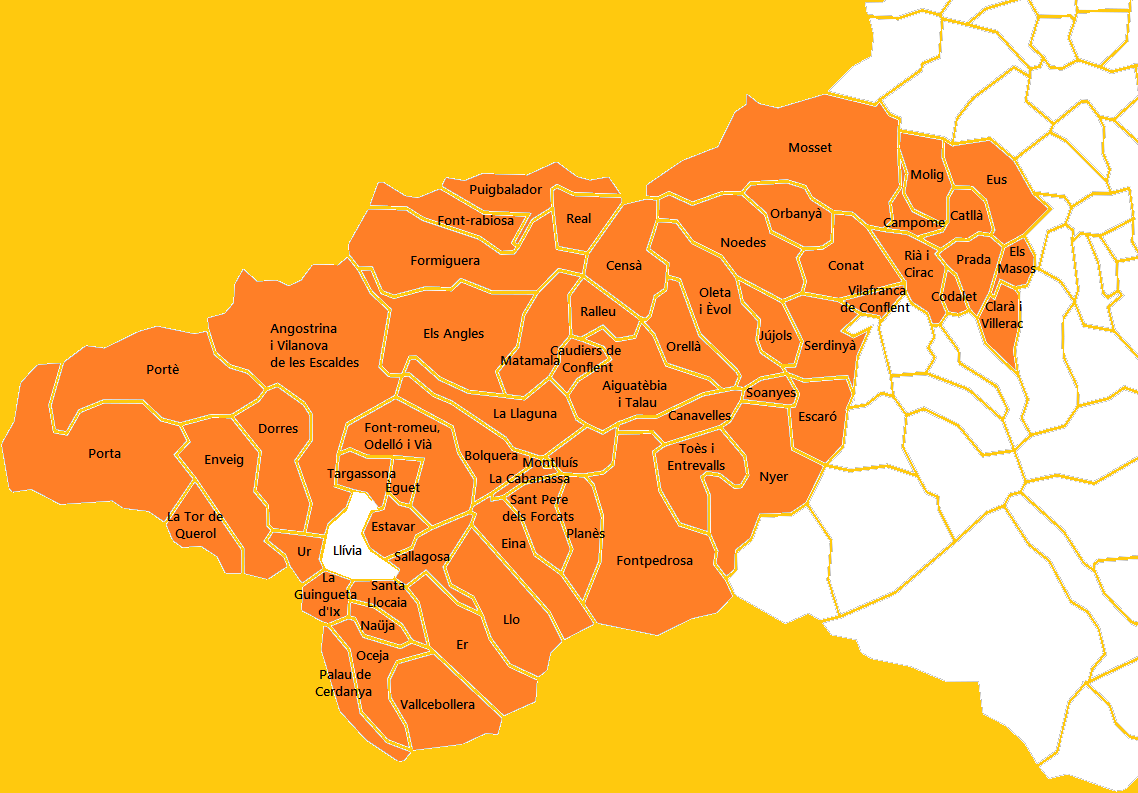
Mapa del Cantó dels Pirineus Catalans

A les eleccions cantonals del 2015 Aiguatèbia i Talau ha estat inclòs en el cantó número 13, dels Pirineus Catalans, que inclou els pobles d'Angostrina i Vilanova de les Escaldes, Bolquera, Dorres, Èguet, Eina, Enveig, Er, Estavar, Font-romeu, Odelló i Vià, la Guingueta d'Ix, Llo, Naüja, Oceja, Palau de Cerdanya, Porta, Portè, Sallagosa, Santa Llocaia, Targasona, la Tor de Querol, Ur i Vallcebollera, de la comarca de l'Alta Cerdanya, els Angles, Font-rabiosa, Formiguera, Matamala, Puigbalador i Ral, de la del Capcir, i les viles de Montlluís, Prada i Vilafranca de Conflent i els pobles d'Aiguatèbia i Talau, la Cabanassa, Campome, Canavelles, Catllà, Caudiers de Conflent, Censà, Clarà i Villerac, Codalet, Conat, Escaró, Eus, Fontpedrosa, Jújols, la Llaguna, Els Masos, Molig, Mosset, Noedes, Nyer, Oleta i Èvol, Orbanyà, Orellà, Planès, Ralleu, Rià i Cirac, Sant Pere dels Forcats, Sautó, Serdinyà, Soanyes i Toès i Entrevalls, de la del Conflent, amb capitalitat a Prada. Són conselleres per aquest cantó Jean Castex i Hélène Josende, de la Unió de la Dreta.

### Serveis comunals mancomunats
Aiguatèbia i Talau forma part de la Comunitat de comunes dels Pirineus Catalans, amb capitalitat a la Llaguna, juntament amb els Angles, Bolquera, la Cabanassa, Caudiers de Conflent, Censà, Eina, Font-romeu, Odelló i Vià, Font-rabiosa, Formiguera, la Llaguna, Matamala, Montlluís, Planès, Puigbalador, Ralleu, Real, Sant Pere dels Forcats i Sautó.

## Educació i Cultura

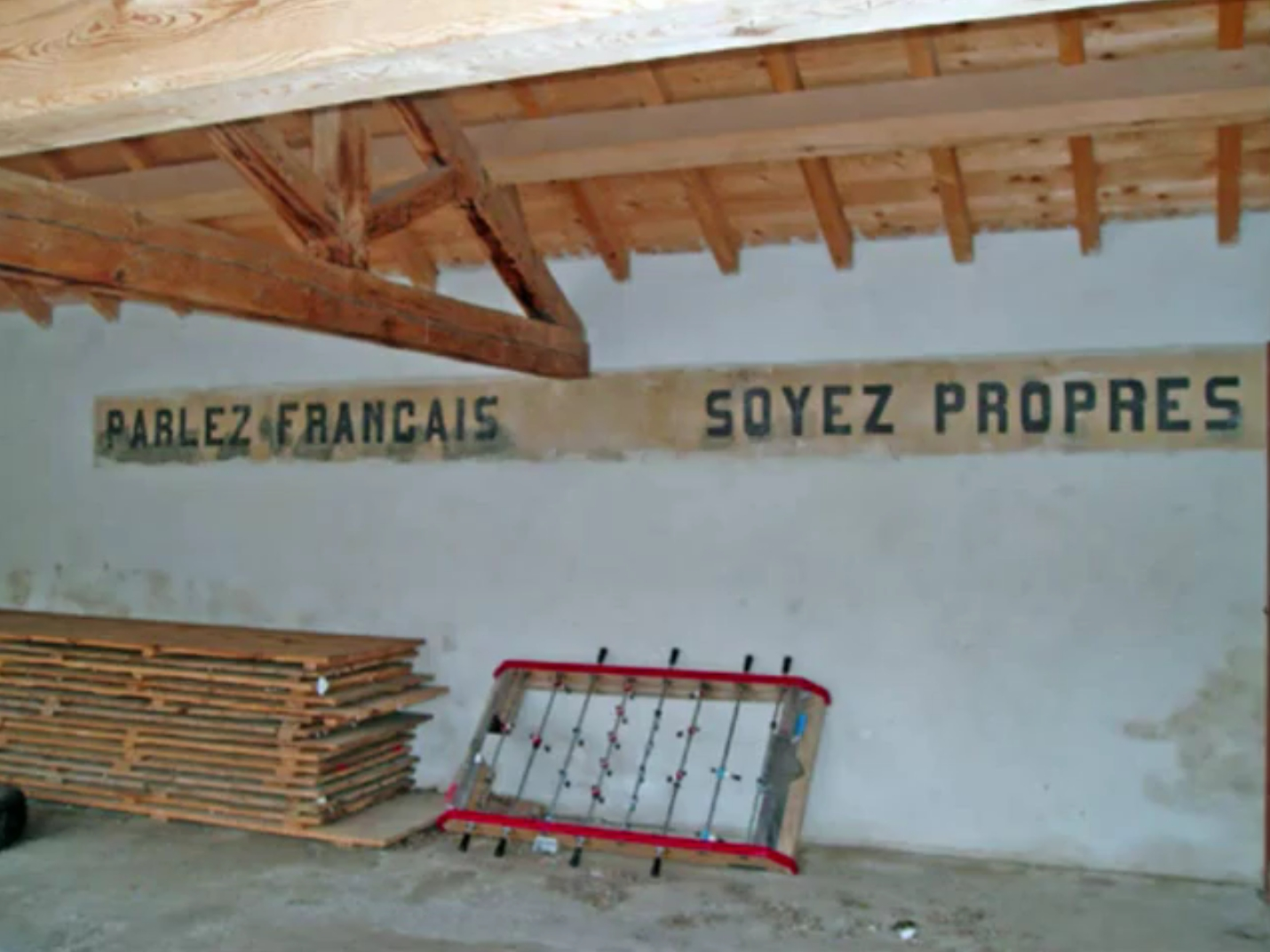
Rètol que ridiculitzava el català a l'escola d'Aiguatèbia i Talau.

Com la majoria de pobles petits del Conflent, a Aiguatèbia i Talau no hi ha actualment escola pròpia i, com a la major part, l'edifici de les antigues escoles públiques del poble serveix avui dia de Casa del Comú. Els seus infants van preferentment a les escoles d'Oleta, Saorra o Serdinyà, principalment, els seus adolescents i joves, per a secundària als col·legis de Prada i Font-romeu, i per al batxillerat als liceus dels mateixos llocs anteriors.
L'escola d'Aiguatèbia conserva un cartell mural del segle xix que simbolitza la persecució de la llengua catalana per part del sistema educatiu jacobí francès. És una frase carregada de menyspreu cap a tot allò que no és francès. Diu: Parlez français, soyez propres (Parleu francès, sigueu nets).

## Patrimoni
- Església parroquial romànica de Sant Feliu d'Aiguatèbia
- Església romànica de Sant Esteve de Talau
- Capella de Sant Miquel dels Plans
- Capella de Sant Gabriel de Cabrils
- La Torratxa, o Torre de Cabrils.

### Persones il·lustres
- Sant Ermengol d'Urgell[15] (segona meitat del segle x - El Pont de Bar, 1035) bisbe d'Urgell entre el 1010 i 1035, reconegut com a sant per l'església catòlica.
- Augustin Bourrat (1915 - 1986), militar condecorat.